# William O’Connell (Schauspieler)
William O’Connell (* 12. Mai 1929 in Richmond, Virginia, Vereinigte Staaten; † 15. Januar 2024 in Sherman Oaks, Los Angeles) war ein US-amerikanischer Schauspieler.

## Leben
Seinen ersten Auftritt absolvierte O’Connell 1959 in einer Folge der Fernsehserie Streifenwagen 2150. 1961 hatte er seine erste Filmrolle in Swingin’ Along. Er spielte 1964 in der Fernsehserie Tausend Meilen Staub erstmals einen größeren Handlungsbogen. 1964 bis 1967 erhielt O’Connell in der Fernsehserie Petticoat Junction eine wiederkehrende Rolle.
O’Connell arbeitete oft mit Clint Eastwood zusammen, mit dem er erstmals 1969 im Musical Westwärts zieht der Wind auftrat. Im Jahr 1972 wurde O’Connell als nervöser Friseur in Eastwoods zweiter Regiearbeit „High Plains Drifter“ besetzt, die im darauffolgenden Jahr in die Kinos kam. 1976 trat O’Connell als Fährmann Sim Carstairs in „The Outlaw Josey Wales“ auf, ebenfalls unter der Regie von Eastwood. Zuletzt trat er 1990 in Erscheinung. Sein Schaffen umfasst 70 Produktionen.

## Filmografie
- 1959: Streifenwagen 2150 (Highway Patrol, Fernsehserie, Folge 4x20)
- 1961: Peter Gunn (Fernsehserie, Folge 3x15)
- 1961: Swingin’ Along
- 1961: 20,000 Eyes
- 1961: Alcoa Premiere (Fernsehserie, Folge 1x02)
- 1961: Dr. Kildare (Fernsehserie, Folge 1x07)
- 1962: Womanhunt
- 1962: Boris Karloff’s Thriller (, Fernsehserie, Folge 2x19)
- 1962: Twilight Zone (The Twilight Zone, Fernsehserie, Folge 3x36 Achtung: Cavender kommt!)
- 1963: Dennis, Geschichten eines Lausbuben (Dennis the Menace, Fernsehserie, Folge 4x20)
- 1963: St. Dominic und seine Schäfchen (Going My Way, Fernsehserie, Folge 1x29)
- 1963: The Travels of Jamie McPheeters (The Travels of Jaimie McPheeters, Fernsehserie, Folge 1x01)
- 1963: Meine drei Söhne (My Three Sons, Fernsehserie, Folge 4x02)
- 1963: The Lieutenant (Fernsehserie, Folge 1x06)
- 1963: Getrennte Betten (The Wheeler Dealers)
- 1964: The Outer Limits (Fernsehserie, Folge 1x31)
- 1964: Valentine’s Day (Fernsehserie, Folge 1x02)
- 1964: Many Happy Returns (Fernsehserie, Folge 1x04)
- 1964: Harris Against the World (Fernsehserie, Folge 1x08)
- 1964: Tausend Meilen Staub (Rawhide, Fernsehserie, 2 Folgen)
- 1964: Bonanza (Fernsehserie, Folge 6x13 Der Ritter ohne Furcht und Tadel)
- 1964–1967: Petticoat Junction (Fernsehserie, 4 Folgen)
- 1965: Alfred Hitchcock zeigt (The Alfred Hitchcock Hour, Fernsehserie, Folge 3x29)
- 1965: The Munsters (Fernsehserie, Folge 2x06)
- 1965: Die Normannen kommen (The War Lord)
- 1965: Bitte nicht stören! (Do Not Disturb)
- 1965: Two’s Company (Fernsehfilm)
- 1965–1970: Daniel Boone (Fernsehserie, 3 Folgen)
- 1966: Batman (Fernsehserie, Folge 1x07 Batman auf Eis – Teil 1)
- 1966: Bob Hope Presents the Chrysler Theatre (Fernsehserie, Folge 3x19)
- 1966: Gefährlicher Alltag (Felony Squad, Fernsehserie, Folge 1x03)
- 1966: Das Mondkalb (Way … Way Out)
- 1966: Pistolen und Petticoats (Pistols ’n’ Petticoats, Fernsehserie, Folge 1x12)
- 1967: Hoppla Lucy! (The Lucy Show, Fernsehserie, Folge 5x21)
- 1967: Ein beinah tödlicher Fall (Fernsehfilm)
- 1967: Alles dreht sich um Bikinis (It’s a Bikini World)
- 1967: Ein Froschmann an der Angel (The Big Mouth)
- 1967: Games
- 1967: Raumschiff Enterprise (Star Trek: The Original Series, Fernsehserie, Folge 2x10 Reise nach Babel)
- 1968: Mannix (Fernsehserie, Folge 1x16 Der Kunstschütze)
- 1968: Kobra, übernehmen Sie (Mission: Impossible, Fernsehserie, Folge 2x21)
- 1968: Die wilden Jahre (The Sweet Ride)
- 1968: Julia (Fernsehserie, Folge 1x01 Ein Mann für Mammie)
- 1968: Eisstation Zebra (Ice Station Zebra)
- 1969: Verrückter wilder Westen (The Wild Wild West, Fernsehserie, Folge 4x19)
- 1969: Jerry, der Herzpatient (Hook, Line & Sinker)
- 1969: Westwärts zieht der Wind (Paint Your Wagon)
- 1969: Green Acres (Fernsehserie, Folge 5x04)
- 1969: Happy End für eine Ehe (The Happy Ending)
- 1969, 1973: Wo die Liebe hinfällt (Love American Style, Fernsehserie, 2 Folgen)
- 1970: Rauchende Colts (Gunsmoke, Fernsehserie, Folge 15x19)
- 1970: Wo, bitte, geht’s zur Front? (Which Way to the Front?)
- 1971: Cowboy John – Der letzte Held im Wilden Westen (Scandalous John)
- 1971, 1974: Männerwirtschaft (The Odd Couple, Fernsehserie, 2 Folgen)
- 1972: Greenhorn (The Culpepper Cattle Co.)
- 1973: Ein Fremder ohne Namen (High Plains Drifter)
- 1974: Black Eye
- 1974: Liebe böse Mama (Big Bad Mama)
- 1975: Die Toten sterben nicht (The Dead Don’t Die, Fernsehfilm)
- 1975: Der Nachtjäger (The Night Stalker, Fernsehserie, Folge 1x18)
- 1976: Der Texaner (The Outlaw Josey Wales)
- 1977: Drei Engel für Charlie (Charlie’s Angels, Fernsehserie, Folge 1x16 Das stand nicht im Drehbuch)
- 1977: Fantastic Journey – Gefangen auf der Insel der Zeit (Fantastic Journey, Fernsehserie, Folge 1x09)
- 1977, 1981: Quincy (Quincy, M.E., Fernsehserie, 2 Folgen)
- 1978: Der Mann aus San Fernando (Every Which Way but Loose)
- 1980: Mit Vollgas nach San Fernando (Any Which Way You Can)
- 1982: Ein Duke kommt selten allein (The Dukes of Hazzard, Fernsehserie, Folge 5x08 Aufs falsche Pferd gesetzt)
- 1986: Die Stewardessen Academy (Stewardess School)
- 1986: Pros & Cons (Fernsehfilm)
- 1991: Haus der lebenden Toten (The Haunted, Fernsehfilm)